# Roelien Grootheeze
Roelien Lodewijkx-Grootheeze is een personage uit de Nederlandse tv-serie Gooische Vrouwen,  gespeeld door Lies Visschedijk. Het personage komt voor in de televisieserie in de seizoenen 2008-2009, de twee films uit 2011 en 2014 en in de vervolgserie uit 2024.
Het personage werd aan de serie toegevoegd nadat actrice Annet Malherbe na seizoen 3 was gestopt met de rol van Willemijn Lodewijkx.

## Personage
Roelien is geen stereotype van de Gooise vrouw: ze is natuurliefhebber, heeft haar leven gewijd aan honden, ze draagt geen dure kleding, en ze houdt zich afzijdig van de typisch Gooise perikelen en bezigheden om haar heen. Ze wordt als huiselijk en behulpzaam gezien en is nooit te beroerd om anderen te helpen. Wel is ze nogal onzeker over haarzelf en haar uiterlijk.
Met haar vader heeft ze een goede band, maar Roelien baalt er wel van dat hij een fanatiek jager is: als dierenvriend kan ze daar niets mee. Haar moeder is kort na haar geboorte overleden, dus die heeft ze nooit gekend.
Roelien leert de Morero's kennen als ze door hen wordt ingehuurd als hondentrainer. Ze krijgt later een relatie met weduwnaar Evert Lodewijkx; hierdoor wordt ze stiefmoeder van zijn dochters, en die maken het haar niet makkelijk. Uiteindelijk gaan Roelien en Evert trouwen, maar op de trouwdag stikt Evert in zijn eten en komt te overlijden.

## Seizoen 4
De hond van Cheryl Morero en Martin Morero, Sinatra, heeft de woonkamer van de Morero's vernield. Beste vriend van Cheryl, Yari geeft Cheryl een briefje van hondeninstructeur Roelien. Roelien gaat langs bij de Morero's en leert ze hoe ze met Sinatra moeten omgaan.
Nadat de hond van Evert Lodewijkx doodgaat, weet Martin hem bij Roelien te brengen om een nieuwe puppy uit te zoeken. Evert ontmoet Roelien en ze worden verliefd. Evert organiseert een barbecue voor zijn vrienden om kennis te maken met Roelien, alleen Anouk Verschuur, Claire van Kampen en Cheryl kunnen hier niet goed mee omgaan. Zij moeten te veel aan Everts vrouw Willemijn Lodewijkx denken, die net is overleden. Roelien voelt zich ongemakkelijk als iedereen de barbecue verlaat. Roelien blijft echter vriendelijk tegen iedereen. Wanneer Martin Morero weer vreemdgaat, kan Roelien Cheryl troosten met haar verdriet. Roelien helpt Claire ook door tegen haar tante Cecile te zeggen dat haar vader iets heeft doorverteld en niet Claire. Wanneer Anouk door haar ex-vriend wordt gewurgd weet Roelien hem te overmeesteren door een jachtgeweer op hem te richten. Door al deze dingen sluiten de vriendinnen vriendschap met Roelien.
Roelien is per ongeluk zwanger geraakt van Evert alleen wil Evert het kind niet. Claire begrijpt dit en geeft Roelien een briefje van de abortus-kliniek. Roelien gaat hier toch niet op in en besluit samen met Evert het kind te houden. Ze maken het nieuws bekend en zijn dolgelukkig. Evert vraagt haar de nacht erna of zij met hem wil trouwen. Roelien knikt ja: ze zijn verloofd!

## Seizoen 5
Cheryl wil dolgraag de ceremoniemeester zijn van Roelien, maar Roelien wil liever iemand anders. Ze vraagt het aan Claire, maar die is in een dronken bui en maakt Roelien wijs dat het kindje niks voorstelt en dat Evert met haar wil trouwen om haar geld. Roelien is hierdoor zo in de war, dat ze een miskraam krijgt. Door deze miskraam groeien Evert en Roelien steeds verder uit elkaar. Roelien heeft het gevoel dat Evert de miskraam minder erg heeft ervaren dan zij. Roelien wil dolgraag weer een kind, maar Evert wil dit niet. Door Martin komt Evert op het idee om zich te laten steriliseren. Op de dag dat het gebeurt krijgt Roelien de rekening binnen van een sterilisatie. Ze is totaal in paniek. Cheryl komt echter binnen en gaat ervoor zorgen dat het niet gebeurt. Ze is echter te laat en wil dat Evert het zelf aan Roelien gaat vertellen. Hij vertelt echter dat hij nog is tegengehouden door Cheryl. Roelien is Cheryl eeuwig dankbaar, maar hoort later van Evert wat er echt gebeurd is. Roelien is woedend op Cheryl, dat zij het niet eerder heeft verteld. Cheryl weet het echter weer goed te maken en gaat Roelien helpen met de paddentrek. Evert besluit alles weer terug te draaien, waarna hij en Roelien toch weer een relatie krijgen. Ze proberen weer zwanger te raken maar het lukt niet. Roelien legt zich er bij neer dat ze geen kinderen zal krijgen.

## Film
In de krant staat dat een 200 jaar oude boom wordt omgekapt in het centrum van het Gooi. Roelien is ontredderd en ketent zich vast aan de boom. Evert moet haar komen ophalen, maar de kap wordt wel uitgesteld. Evert en zijn dochters vinden het belachelijk hoe Roelien met die boom omgaat. Roelien is helemaal overstuur en slaat ook nog eens een bejaarde invalide en laat haar achter op de hei. Nadat ook Claire, Cheryl en Anouk een potje van hun leven hebben gemaakt gaan ze een cursus volgen in Frankrijk. De eerste avond wordt Roelien al dronken, maar is wel het meest enthousiast over de cursus. Tijdens de cursus moeten ze zich op een gegeven moment helemaal uitkleden. Roelien wil dat wel, maar de andere dames sleuren haar mee naar de auto en ze vertrekken. Ze gaan nog shoppen in Parijs, maar dan moeten ze terug, omdat de dochter van Anouk ongesteld is geworden. Vlak voordat ze weggaan krijgt ze een foto van Evert dat hij samen met zijn dochters aan de boom is vastgeketend. Roelien kan haar geluk niet op en in Nederland sluit ze elkaar weer in de armen. De kap van de boom is opgeheven en samen gaan ze picknicken bij de boom.

## Film 2
Roelien ontdekt dat Martin opnieuw vreemdgaat en eist dat hij dit aan Cheryl vertelt. Dit doet hij ook en hij verlaat Cheryl voor zijn nieuwe vriendin. Wanneer Evert een golfbal tegen zijn hoofd krijgt en in het ziekenhuis belandt vraagt hij Roelien voor de tweede keer ten huwelijk. Ze zegt ja en een tijd later trouwen ze. Ze loopt eerst weg voordat het ja-woord is geweest, omdat ze haar hond vergeten water is te geven, maar komt dan terug om volmondig ja te zeggen. Op het diner na afloop stikt Evert in het eten en komt te overlijden, waardoor Roelien dezelfde dag nog weduwe wordt. Evert wilde uitgestrooid worden in Oostenrijk, dus vertrekt Roelien met haar drie vriendinnen naar Oostenrijk. Ze vindt dat de vriendinnen niet veel met Evert bezig zijn, maar legt het uiteindelijk bij. Wanneer ze hoog in de lucht aan het skydiven is, strooit ze Evert uit, waardoor ze het kan afsluiten.
Bij de vooruitblikken van de Gooische dames zie je dat Roelien nog steeds erg van dieren houdt, maar deze ook weleens meeneemt en eigenlijk steelt. Zo komt ze vaak voor het gerecht als bejaarde dame. Wanneer haar vriendinnen beloven op haar te letten wordt ze alleen veroordeeld voor een taakstraf die met dieren te maken heeft. Bij het laatste optreden van een bejaarde Martin, krijgt ze weer ruzie met iemand van wie ze het dier wilt afpakken.

## Seizoen 6
.......